# Šahy
Šahy, ungarisch Ipolyság (bis 1927 slowakisch „Ipolské Šiahy“ oder „Ipeľské Šahy“; deutsch Eipelschlag oder Saag, ungarisch auch Ság) ist eine Stadt im Süden der Slowakei.

## Geographie
Durch das an der Grenze zu Ungarn liegende Šahy fließt der Fluss Ipeľ. Der Fluss trennt den südlichen Stadtteil Homok vom Rest der Stadt und bildet östlich von Šahy die Grenze zu Ungarn.

## Geschichte
Šahy wurde als Saag im Jahre 1237 in einer Urkunde von König Béla IV. von Ungarn zum ersten Mal erwähnt. Beurkundungsanlass war die Stiftung eines Prämonstratenser-Klosters durch Martin von Hont-Pázmány. Im 14. Jahrhundert entwickelte sich Šahy zu einer Kleinstadt im Komitat Hont des Königreichs Ungarn.
Infolge des Ungarischen Bürgerkrieges fiel Šahy an das Osmanische Reich, zu dem die Stadt, damals Şefradi genannt, von 1541 bis 1595 und von 1605 bis 1685 gehörte. Šahy war von 1663 bis 1685 Verwaltungssitz eines Sandschak im Eyâlet Uyvar.
Im Großen Türkenkrieg eroberten die Österreicher 1685 die Stadt. Fortan, bis 1918, gehörte Šahy zur Habsburgermonarchie (ab 1804: Kaisertum Österreich, ab 1867: Österreich-Ungarn). Seit 1806 war Šahy die Hauptstadt des Komitates Hont im Königreich Ungarn der K.u.k. Monarchie.
Beim Zerfall der Doppelmonarchie 1918 fiel Šahy gemäß dem Vertrag von Trianon vom 4. Juni 1920 an die neu entstandene Tschechoslowakei. Im Ersten Wiener Schiedsspruch vom 2. November 1938 wurde Šahy Ungarn zugesprochen und Hauptort des Bezirks Ipolyság (ungar.: Ipolysági járás). 855 der 4710 Einwohner im Jahre 1938 waren – zumeist ungarischsprachige – Juden. Fast alle wurden 1944 im Holocaust ermordet.
Nach dem Zweiten Weltkrieg kam Sahy 1945 wieder zur Tschechoslowakei. In den 1980er Jahren wuchs Šahy durch die Eingemeindung zweier Nachbarorte, die dadurch zu Stadtteilen wurden:
- Preseľany nad Ipľom (1980 eingemeindet)
- Tešmák (1986 eingemeindet)

Infolge der Auflösung der Tschechoslowakei am 1. Januar 1993 gehört Šahy seither zur Slowakei.

## Wappen
Wappenbeschreibung: In Blau und Gold geteilt durch einen vierteiligen Schuppenschnitt. Oben links ein silberner zunehmender Halbmond, gegenüber ein goldener achtspitziger Stern.

## Bevölkerung
| Jahr:                | 1994. | 2004.   | 2014.   | 2024.   |
| -------------------- | ----- | ------- | ------- | ------- |
| Anzahl der Personen: | 8526  | 7971    | 7516    | 6919    |
| Unterschied:         |       | -6,50 % | -5,70 % | -7,94 % |

| Jahr:                | 2023. | 2024.   |
| -------------------- | ----- | ------- |
| Anzahl der Personen: | 6992  | 6919    |
| Unterschied:         |       | -1,04 % |

Im Jahr 2011 lebten den Ergebnissen einer Volkszählung zufolge 4011 Männer und 3613 Frauen in Šahy. Davon waren 38,81 % Slowaken und 57,84 % Ungarn. Hinzu kamen 0,47 % Roma und 0,43 % Tschechen.

## Persönlichkeiten
- Ľudovít Winter (1870–1968), baute den Kurbetrieb in Piešťany auf
- Imrich Winter (1878–1943), Gründer des Balneologischen Museums Piešťany
- Aranka Böhm (1893–1944), Psychiaterin und Psychoanalytikerin, Opfer des Nationalsozialismus
- Ferdinand Daučík (1910–1986), Fußballspieler und Trainer, geboren in Ipolské Šiahy
- Helga Gräfin Haller von Hallerstein (1927–2017), deutsche Politikerin (CDU) und Mitglied des Europäischen Parlamentes
- Károly Vass (1944–2021), ungarischer Handballspieler

## Kultur

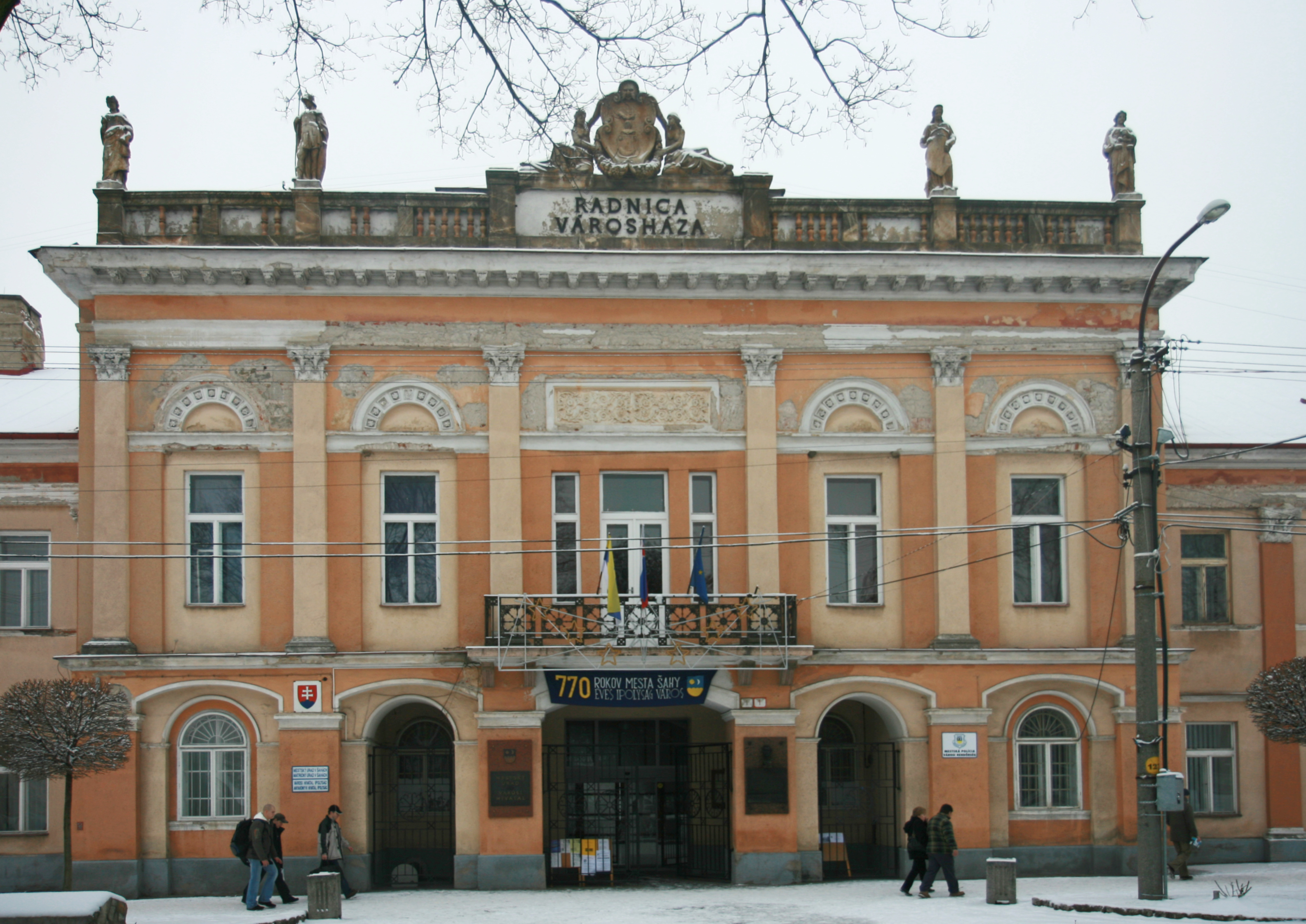
Rathaus

Status-quo-ante-Synagoge (Šahy)
Orthodoxe Synagoge (Šahy)